# Futbol a l'Iran
El futbol és l'esport més popular a l'Iran. És dirigit per la Federació de Futbol de la República Islàmica de l'Iran.

## Història

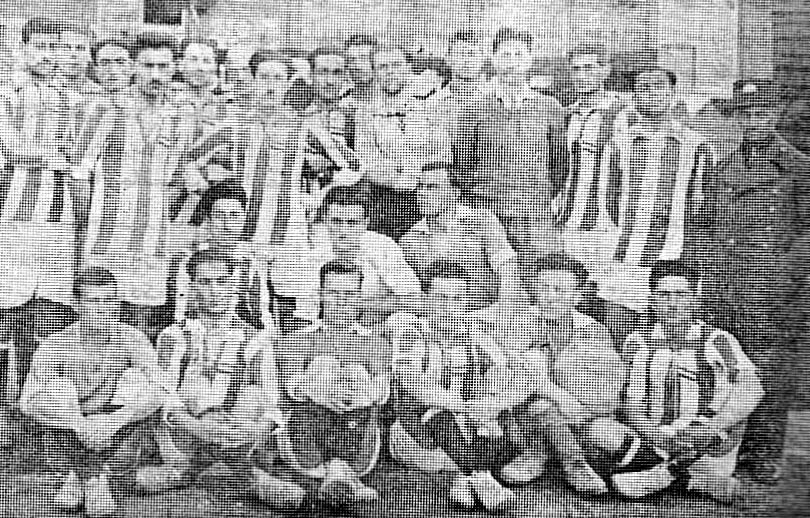
Selecció de l'Iran el 1926.

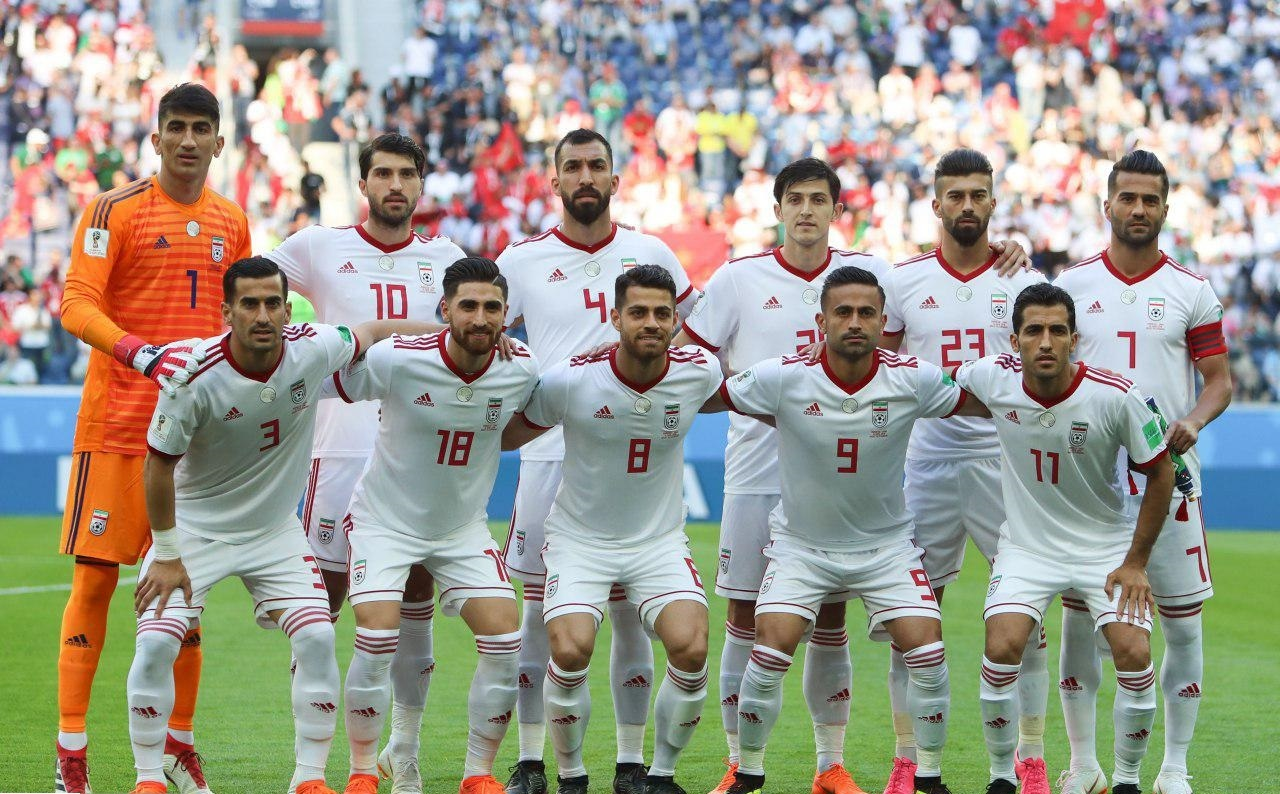
Selecció de l'Iran a la Copa del Món de 2018.

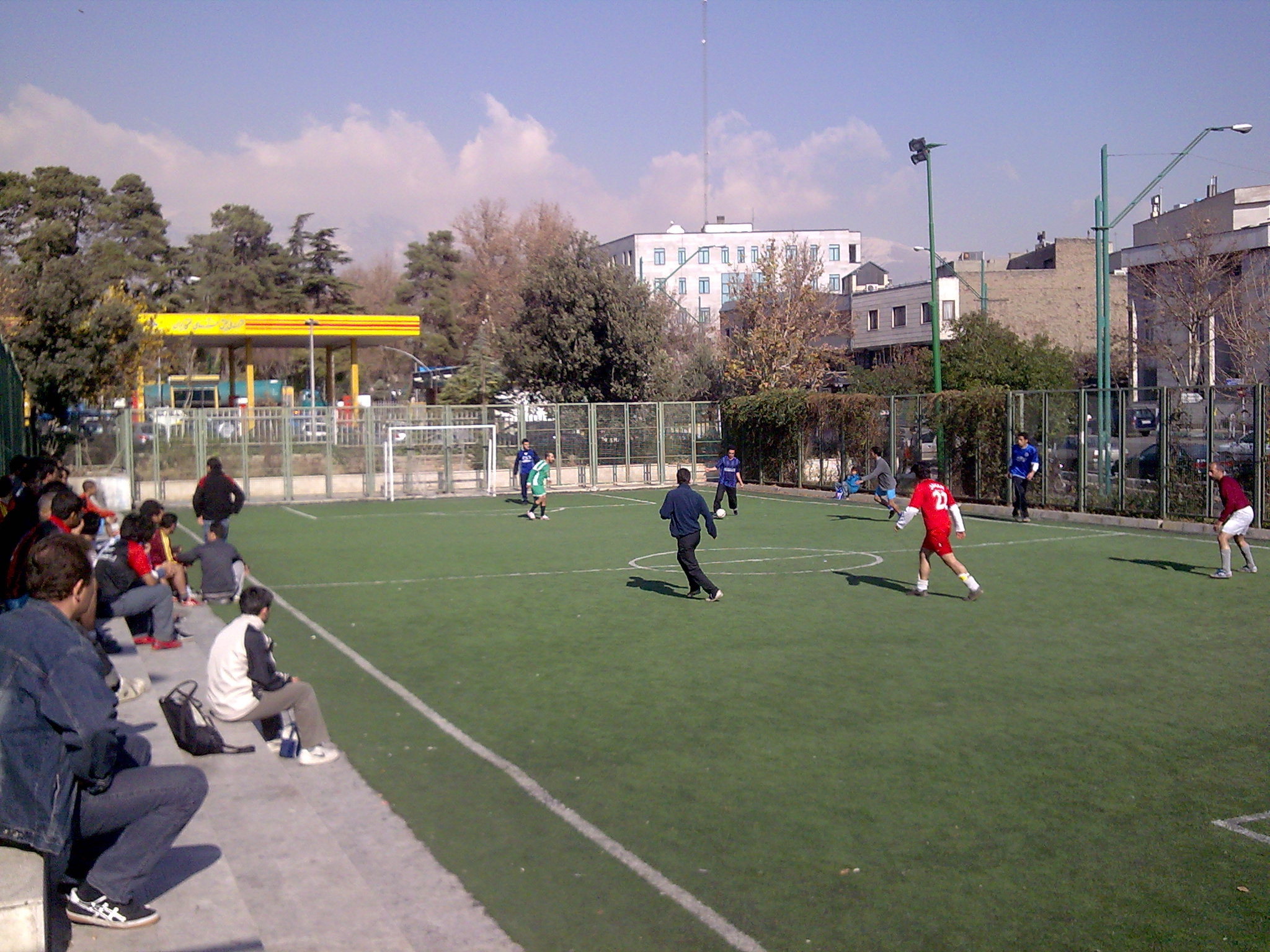
Un terreny de futbol a Teheran.

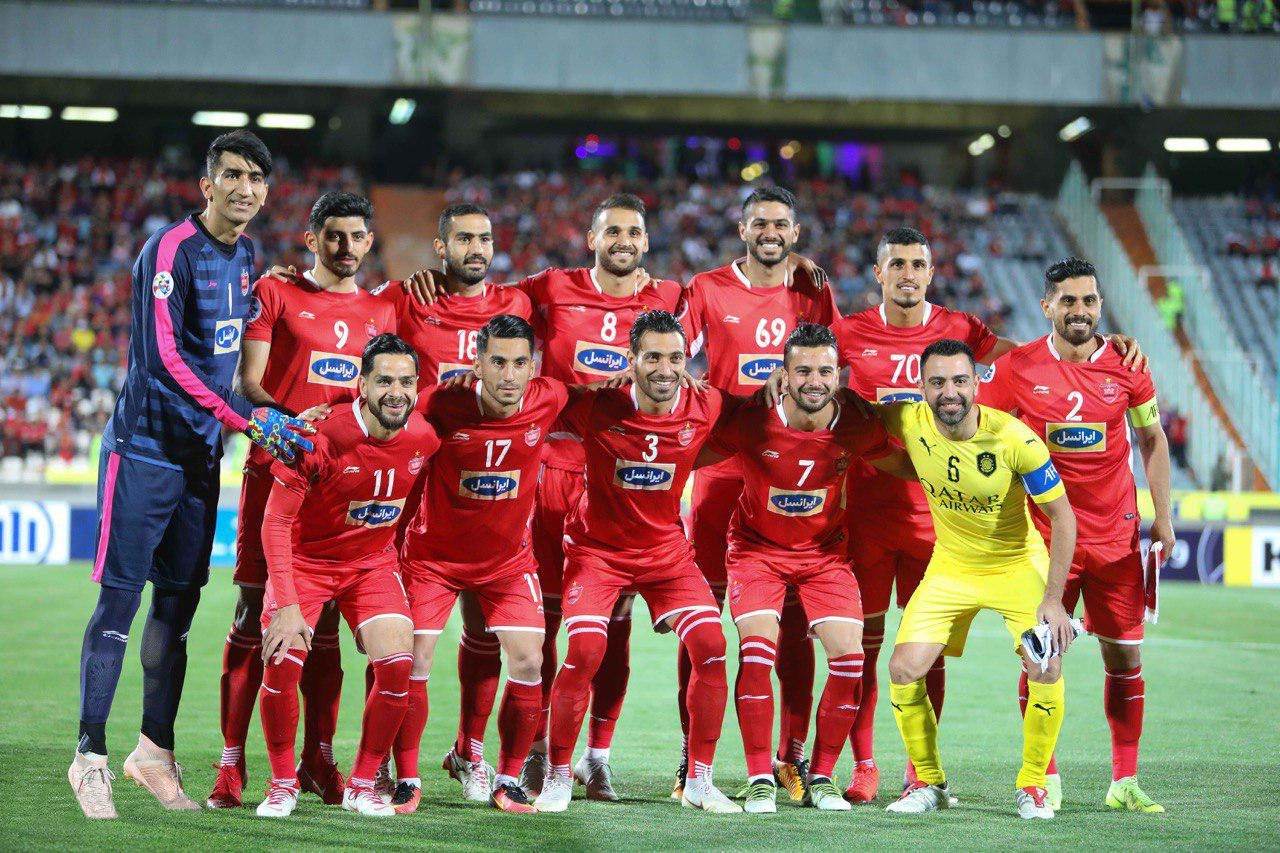
Equip del Persepolis el 2019.

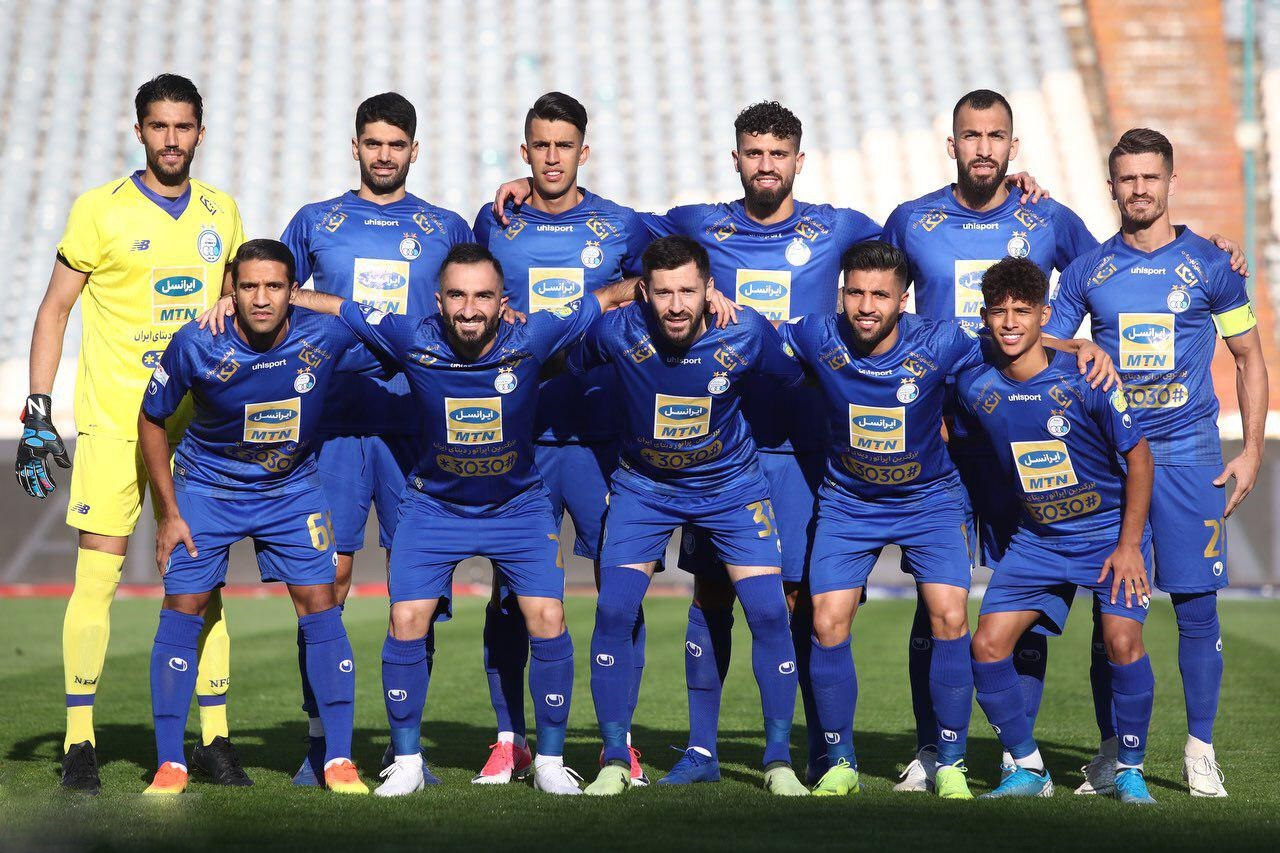
Equip de l'Esteghlal el 2019.

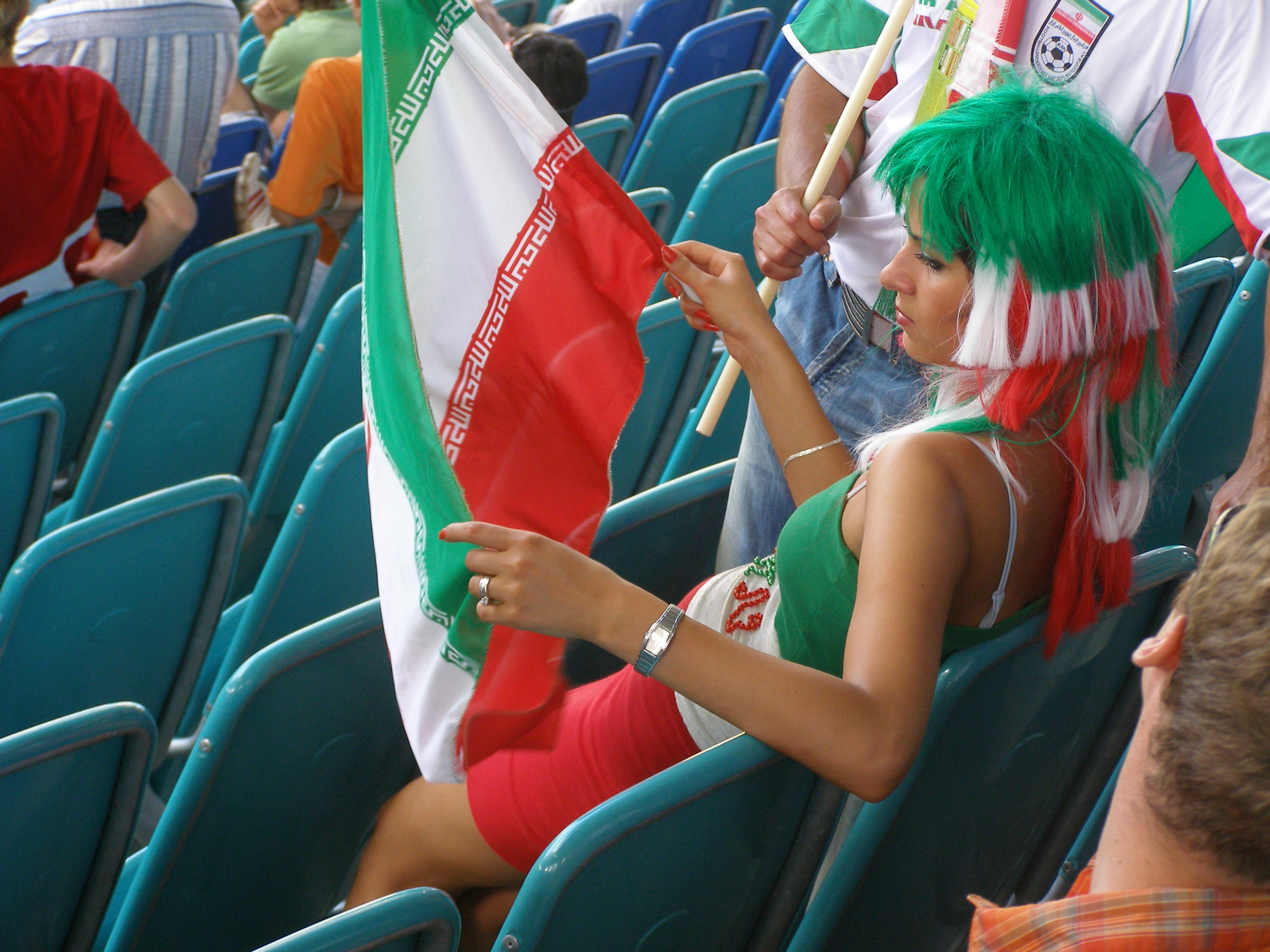
Dona iraniana en un partit entre Iran i Angola.

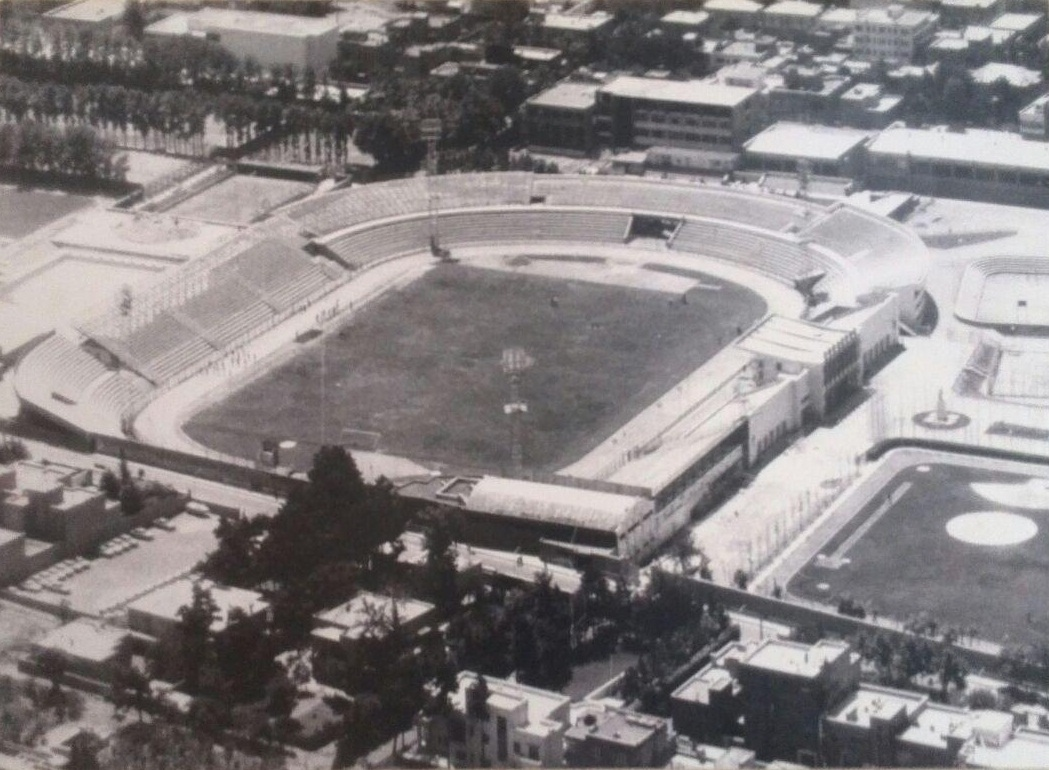
Estadi Amjadieh, antic estadi nacional.

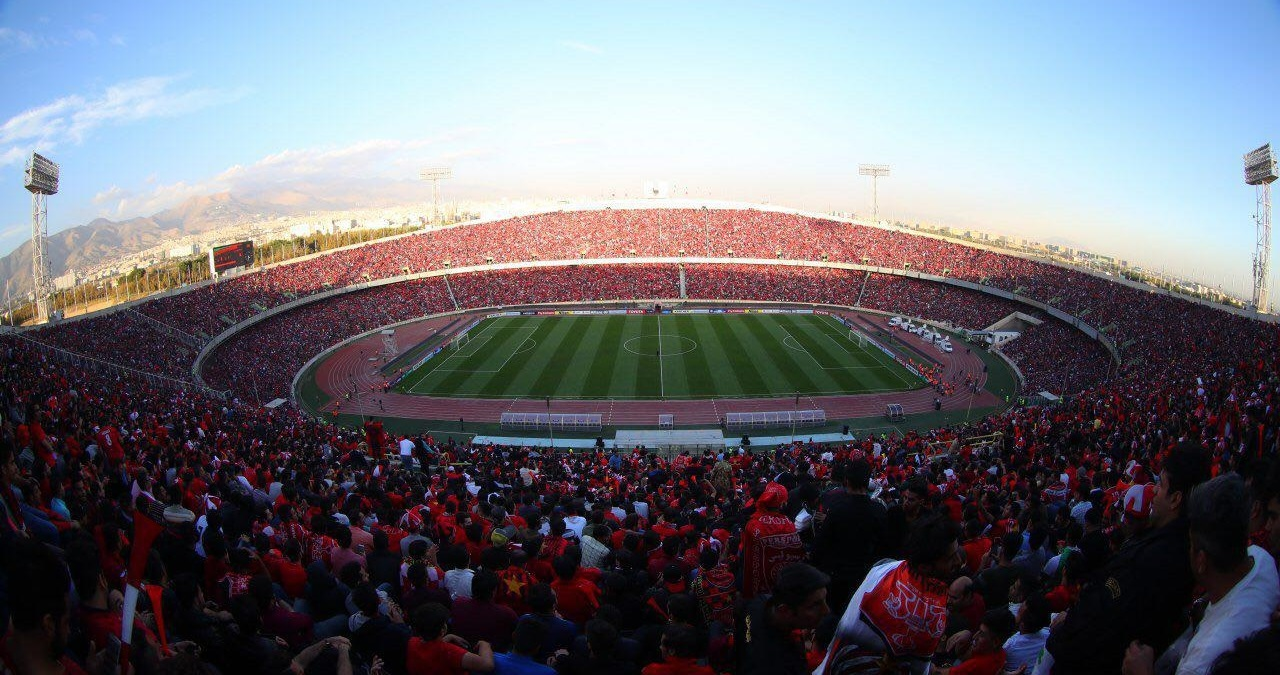
Estadi Azadi, el més gran del país.

El futbol es juga a l'Iran des de 1898, quan un equip de residents britànics a Esfahan jugà amb un equip d'armenis. Al sud-oest del país el futbol fou introduït el 1907 per mariners i treballadors britànics. El 1907, l'ambaixador britànic a Teheran Cecil Spring Rice creà la primera competició del país amb la participació de tres equips: l'ambaixada de Gran Bretanya, el Banc Imperial de Pèrsia i la companyia de telègraf Indo-Europea. El mateix any es creà un organisme per regir els partits de futbol, l'Associació de Futbol de Teheran. Tots els clubs eren d'anglesos, que sovint eren completats per jugadors locals. El primer jugador iranià fou Karim Zandi qui jugà entre 1908 i 1916. El 1920 es fundà l'Associació de Futbol Iranià (Majmaa-i Football-i Iran) amb James McMurray primer president. Aquest mateix 1920 es fundà el primer club d'iranians, l'Iran Club. El 1923 es fundaren el Tehran Club, l'Armenian Sports Club i el Toofan Club. Als anys 50 i 60 el futbol esdevingué un esport molt popular. A Teheran aparegueren importants clubs que dominaren la lliga local com Shahin FC i Taj. La necessitat d'una lliga nacional era cada cop més necessària. Als anys 70 es creà la Copa Takht Jamshid, primera competició nacional al país. Als anys noranta es creà la Lliga Azadegan i als 2000 es creà la primera lliga professional, la Lliga Pro del Golf Pèrsic.

## Competicions
- Lligues:
  - Lliga Pro del Golf Pèrsic
  - Lliga Azadegan (segona divisió)
  - Lliga 2 (tercera divisió)
  - Lliga 3 (quarta divisió)
  - Lligues regionals (lliga de Teheran de futbol)
- Copes:
  - Copa Hazfi
  - Supercopa iraniana de futbol
  - Copa Takht Jamshid (desapareguda)

## Principals clubs
Clubs amb més títols nacionals a 2021.
- Persepolis Tehran FC
- Esteghlal Tehran FC
- Foolad Mobarakeh Sepahan SC
- PAS Tehran FC
- Zob Ahan Isfahan FC
- Saipa Karaj FC
- Malavan Bandar Anzali FC
- Tractor SC Tabriz
- Foolad Khuzestan FC
- Esteghlal Ahvaz FC

## Jugadors destacats
Fonts:
Des de 1960
- Mostafa Arab
- Homayoun Behzadi
- Parviz Ghelichkhani
- Hassan Habibi

Des de 1970
- Ebrahim Ashtiani
- Nasser Hejazi
- Gholam Hossein Mazloumi
- Ali Parvin
- Hassan Rowshan

Des de 1980
- Andranik Eskandarian
- Sirous Ghayeghran
- Mojtaba Moharrami
- Farshad Pious

Des de 1990
- Ahmad Reza Abedzadeh
- Khodadad Azizi
- Karim Bagheri
- Ali Daei
- Hamid Estili
- Yahya Golmohammadi
- Mehrdad Minavand
- Javad Zarincheh

Des de 2000
- Vahid Hashemian
- Hossein Kaebi
- Ali Karimi
- Mehdi Mahdavikia
- Javad Nekounam
- Masoud Shojaei
- Rahman Rezaei

Des de 2010
- Sardar Azmoun
- Alireza Beiranvand
- Jalal Hosseini
- Alireza Jahanbakhsh
- Mehdi Taremi

## Principals estadis
| #  | Estadi                      | Capacitat | Ciutat  |
| -- | --------------------------- | --------- | ------- |
| 1  | Estadi Azadi                | 78.116    | Teheran |
| 2  | Estadi Naghsh-e Jahan       | 75.000    | Esfahan |
| 3  | Estadi Yadegar-e Emam       | 66.833    | Tabriz  |
| 4  | Estadi Pars Shiraz          | 50.000    | Siraz   |
| 5  | Estadi Ghadir               | 38.960    | Ahvaz   |
| 6  | Estadi Samen                | 35.000    | Mashad  |
| 7  | Foolad Arena                | 30.655    | Ahvaz   |
| 8  | Estadi Takhti de Teheran    | 30.122    | Teheran |
| 9  | Estadi Shohadaye Mes Kerman | 30.000    | Kerman  |
| 10 | Estadi Imam Reza            | 27.700    | Mashad  |
| 11 | Estadi Shahr-e Qods         | 25.000    | Qods    |
| 12 | Estadi Takhti de Tabriz     | 25.000    | Tabriz  |